# Schuwalow-Maler

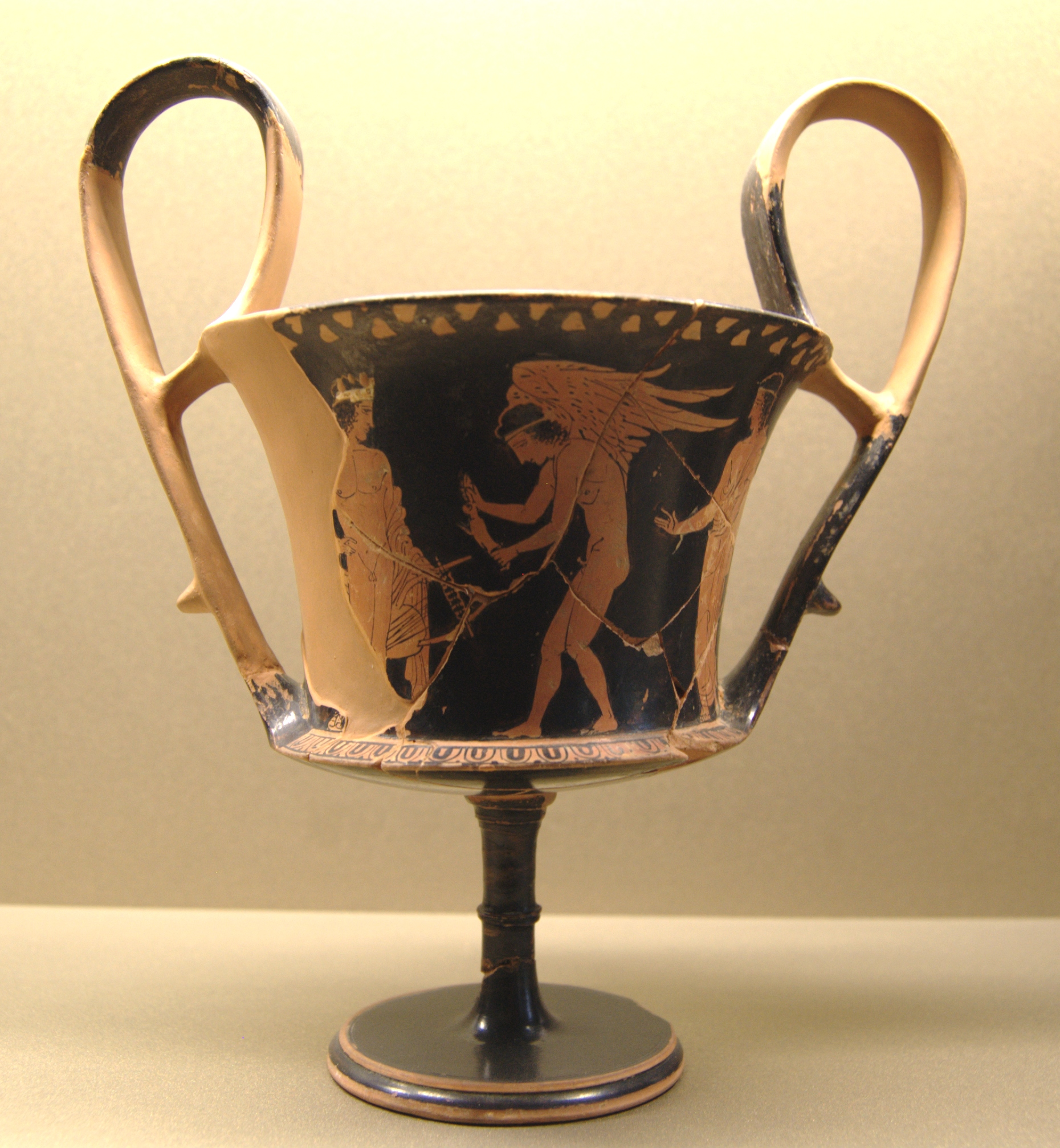
Kantharos, Paris, Louvre CA 1587: Eros und ein Lyraspieler, um 420/10 v. Chr.

Der Schuwalow-Maler (englisch Shuvalov Painter) war ein Vasenmaler des attisch-rotfigurigen Stils. Er wirkte etwa zwischen 440 und 410 v. Chr., in hochklassischer Zeit (auch Parthenon-Zeit genannt).

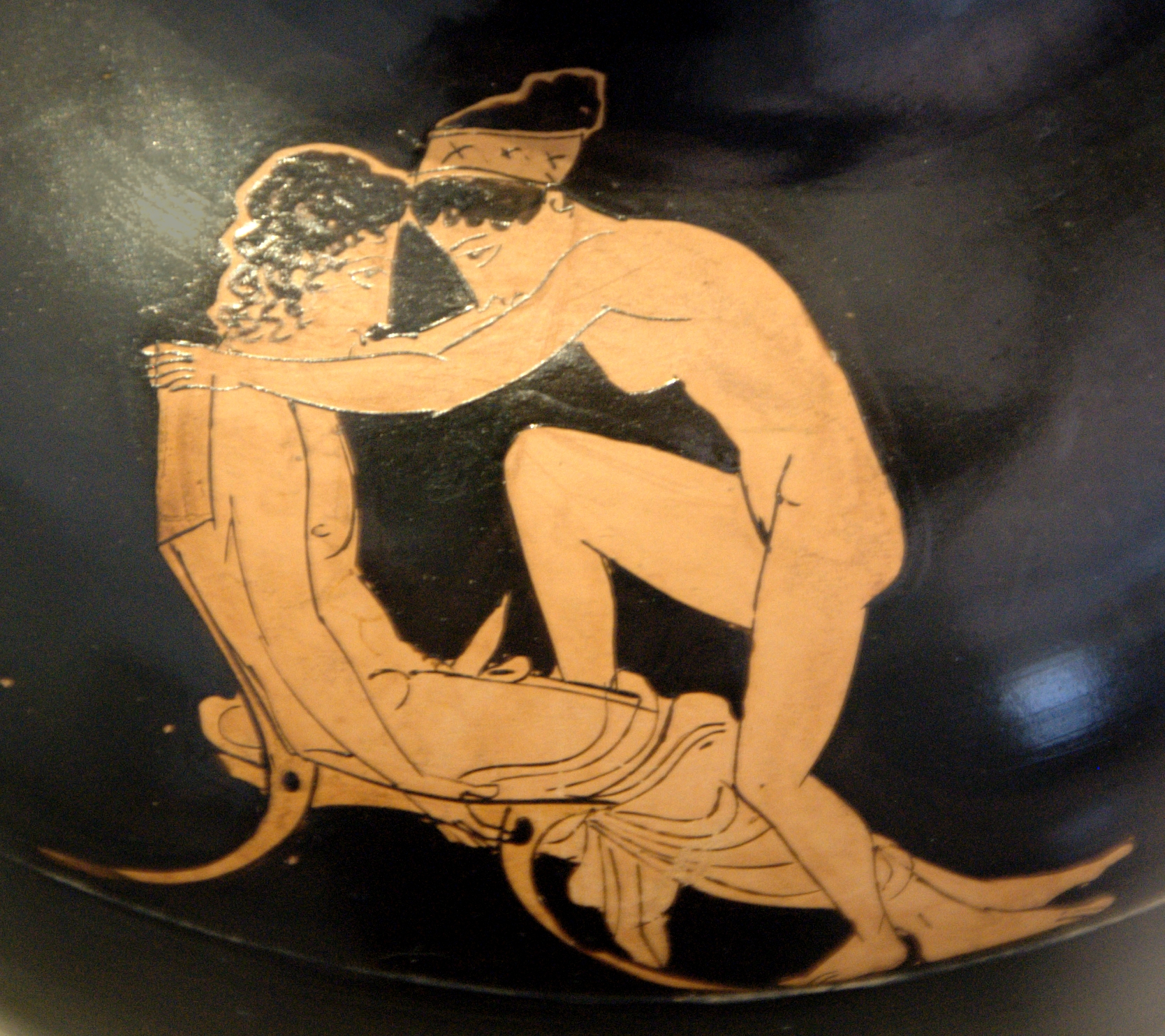
Oinochoe Berlin F 2414: Jüngling und Hetäre beim Liebesspiel

Der Schuwalow-Maler bekam seinen Notnamen durch John D. Beazley nach einer Amphora, die heute in der Ermitage in St. Petersburg aufbewahrt wird. Sie wurde im 18. Jahrhundert von dem Sammler Iwan Iwanowitsch Schuwalow erworben. Die meisten der etwa 80 ihm zugewiesenen Arbeiten wurden in Italien, vor allem in Kampanien und Lukanien gefunden. Er verzierte vor allem kleinere Gefäße. Der Schuwalow-Maler gilt als Nachfolger des Mannheimer Malers und arbeitete in seiner Athener Werkstatt mit anderen Künstlern wie Aison, der Alexandre-Gruppe oder dem Eretria-Maler zusammen. Seine Bilder zeigen lebhafte, kleine Figuren mit intensiven Blicken. Die Arbeiten gelten sowohl bei seinen mythologischen Szenen wie auch in seinen Alltagsdarstellungen als zum Besten gehörig, was in seiner Zeit geschaffen wurde. John Boardman attestiert den Bildern eine gewisse Niedlichkeit aber auch einen Hang zur Flachheit.

## Der Schuwalow-Maler und sein Umkreis
Der Schuwalow-Maler ist ein heute nur noch durch seine Werke bekannter Künstler des klassischen Athens. Selbst sein Name ist nicht überliefert. Aufgrund stilistischer Vergleiche wurden etwa 80 Vasen einer Malerhand zugewiesen. Der Künstler dieser Werke wurde 1925 durch John D. Beazley mit dem Notnamen Schuwalow-Maler bedacht. Namensgebend und damit Namenvase war eine Amphora, die sich bis 1928 im Besitz der Familie des russischen Grafen Iwan Iwanowitsch Schuwalow befand. Er hatte sie wahrscheinlich im späten 18. Jahrhundert in Italien erworben. Heute befindet sie sich in der Ermitage.
Die Werke des Malers werden in die Zeit zwischen etwa 440 und 410 v. Chr. datiert. Sehr einflussreich war der Maler Polygnot, der nicht nur starken Einfluss auf den Schuwalow-Maler, sondern auch auf andere Künstler wie den Peleus- oder Kleophon-Maler ausübte. Die beiden Maler haben stilistische Verbindungen zum Schuwalow-Maler gehören jedoch nicht in seinen direkten Umkreis. Zur Werkstatt des Malers gehören der Mannheimer Maler, der Alexandre-Maler und der späte Aison. Ihnen folgen der Meidias-Maler und sein Kreis nach. Auch Vasenmaler, die im Allgemeinen eher großformatige Bildträger verzierten, wie der Frauenbad-Maler, Polion und der Pronomos-Maler, sowie Schalenmaler wie der Kalliope-Maler, der Disney-Maler und der bedeutendste rotfigurige Kleinmeister, der Eretria-Maler verzierten auch kleinformatige Gefäße.
Es kann mit Sicherheit davon ausgegangen werden, dass nicht der Schuwalow-Maler oder einer der anderen Vasenmaler Besitzer dieser Werkstatt waren. Werkstätten gehörten im Allgemeinen dem Töpfer, der Status der Vasenmaler ist bis heute umstritten. Es lässt sich nicht mehr klären, ob der Schuwalow-Maler ein freier Bürger, Metöke oder Sklave war.

## Typologie
Beim Schuwalow-Maler ist die Nutzung mehrerer menschlicher Grundtypen in der bildlichen Darstellung besonders ausgeprägt. Diese Grundtypen werden meist nur geringfügig variiert. Dabei wurden in der Forschung sieben Grundtypen in 23 Teiltypen herausgearbeitet:
1. frontaler Standtypus
2. erster seitlicher Standtypus
3. zweiter seitlicher Standtypus
4. Sitztypus
5. Stützfigur
6. Verfolgerfigur
7. verfolgte Figur

Die Typen richten sich je nach Art nach dem Geschlecht, der Stand- oder Sitzart und Richtung der Figur, nach der Haltung der Extremitäten und der Bekleidung.

1A: Weibliche Gestalt, Kopf nach rechts, Standbein rechts, beide Füße sind frontal, der rechte Arm wird meist belastet, der linke Arm wird meist vom Körper abgespreizt. Sechsmal gibt es diese Figur in einem ungegürteten Peplos, fünfmal gegürtet, dreimal in Chiton und Mantel, einmal als Amazone.
1B: Weibliche Gestalt, Kopf nach links, Standbein links, beide Füße stehen Frontal, die Arme sind variabel angeordnet. Auf acht Vasen wird die Figur im gegürteten Peplos gezeigt, einmal in Chiton und Mantel, dreimal als Amazone.
1C: Männliche Gestalt, Kopf nach rechts, Standbein rechts, beide Füße werden frontal gezeigt, die Arme sind variabel gezeigt. Auf zwei Vasen wird die Figur nackt gezeigt, fünfmal im Mantel, je einmal im Wanderkleid, im Chitoniskos, als Krieger und als Paris.
1D: Männliche Gestalt, Kopf nach links, Standbein links und Füße frontal, Arme variabel. Je einmal wird dieser Typ nackt, im Mantel, im Wanderkleid und als Perser dargestellt.
2A: Weibliche, nach rechts stehende Gestalt im Profil, Standbein rechts, linker Fuß vorgesetzt, der rechte Arm ist meist höher erhoben als der linke. Viermal gibt es diesen Typ im ungegürteten Peplos, siebenmal im gegürteten Peplos und einmal als Amazone
2B: Weibliche, nach links stehende Gestalt im Profil, Standbein links, der rechte Fuß ist vorgesetzt, der rechte Arm ist meist höher erhoben als der linke. Fünfmal zeigt der Schuwalow-Maler diesen Typ im gegürteten Peplos, einmal als Amazone.
2C: Männliche, nach rechts stehende Gestalt im Profil, Standbein rechts, linker Fuß vorgesetzt, der rechte Arm ist meist höher erhoben als der linke. Dreimal gibt es den Typ nackt, davon je einmal Huckepack und vorgebeugt, je zweimal im Mantel oder als Manteljüngling. Eine abgewandelte Variante zeigt Herakles auf eine Keule gestützt mit dem linken Fuß zurückgesetzt.
2D: Männliche, nach links stehende Gestalt im Profil, Standbein links, der rechte Fuß ist vorgesetzt, der rechte Arm ist meist höher erhoben als der linke. Zweimal gibt es diese Form nackt, achtmal im Mantel, sechsmal als Manteljüngling und je einmal als Krieger und im Wanderkleid. Eine abgewandelte Form zeigt Polyneikes auf einen Stock gelehnt mit zurückgesetztem rechten Fuß.
3A: Weibliche Figur im Profil, stehend nach rechts mit linkem Standbein und rechtem zurückgesetztem Fuß. Der rechte Arm ist meist höher erhoben als der linke. Zweimal gibt es diesen Typ im gegürteten Peplos, einmal als Amazone.
3B: Weibliche Figur im Profil, stehend nach links mit rechtem Standbein und linkem zurückgesetztem Fuß. Der rechte Arm ist meist höher erhoben als der linke. Diese Form gibt es einmal mit Chiton und Peplos.
3C: Männliche Figur im Profil, stehend nach rechts mit linkem Standbein und rechtem zurückgesetztem Fuß. Der rechte Arm ist meist höher erhoben als der linke. Dreimal gibt es diesen Typ auf Vasen des Schuwalow-Malers im Mantel, je einmal nackt, im Wanderkleid und als vornüber gebeugten Krieger.
3D: Männliche Figur im Profil, stehend nach links mit rechtem Standbein und linkem zurückgesetztem Fuß. Der rechte Arm ist meist höher erhoben als der linke. Viermal gibt es diese Figur nackt, einmal im Wanderkleid.
4A: Weibliche Gestalt nach rechts auf einem Klismos sitzend. Beine und Arme können verschiedene Haltungen haben. Zehnmal zeigt der Schuwalow-Maler Frauen in Chiton und Mantel. In einer abgewandelten Form sitzt die Frau auf einem Diphros.
4B: Eine weibliche Figur sitzt nach links auf einem Klismos, die Beine werden variabel gehalten, der rechte Arm ist meist höher erhoben als der linke. Zweimal wird die Chiton und Mantel gezeigt, einmal auf einem Altar sitzend in einem Peplos gekleidet.
4C: Eine männliche Figur sitzend auf einem Klismos in die rechte Richtung, Beine und Arme können verschieden positioniert sein. Zehnmal gibt es diese Form im Mantel, einmal sitzt die Figur auf einem Diphros.
4D: Männliche sitzende Figur auf einem Klismos nach links. Das linke Bein ist vorgesetzt, der rechte Arm erhoben. Dreimal zeigt der Schuwalow-Maler diesen Typus im Mantel. In abgewandelter Form gibt es diese Form einem Felsen als Sitz, es wird je einmal ein Perser und ein Grieche im Mantel gezeigt.
5A: Typus für beide Geschlechter, gezeigt im Profil nach rechts. Das linke Bein ist auf ein Felsstück gestützt, der Ellenbogen befindet sich in Knienähe. Zweimal gibt es die Form nackt, je einmal im Wanderkleid, mit gegürtetem Peplos und als Perser.
5B: Typus für Stützfiguren beider Geschlechter. Die Figur wird im Profil nach links gerichtet gezeigt. Das rechte Bein ist aufgestützt, der rechte Arm befindet sich in der Nähe des Knies. Zweimal gibt es diesen Typ im Wanderkleid und als Amazone, einmal zeigt es eine Hetäre.
6A:
6B:
6C:
7A:
7B:

## Rezeption und Erforschung
Schon im 19. Jahrhundert wurden einige Vasenbilder des Schuwalow-Malers aufgrund ihrer Kunstfertigkeit geschätzt. Durch Beazley erhielt der Künstler nicht nur seinen Notnamen. Schon in seinem 1925 erschienenen Buch Attische Vasenmaler des rotfigurigen Stils führte er 22 Werke des Malers und seiner Schule auf, ohne dort zwischen beiden zu trennen. 1928 und 1929 erhöhte sich die Zahl, 1942 erhöhte sich die Anzahl der von Beazley zugeordneten Vasen auf 55 des Malers und zwölf seiner Schule. 1963 vergrößerte sich die Liste auf 78 Werke des Schuwalow-Malers und 15 seiner Schule, 1971 auf 80 und 17. Seine erste Liste aus dem Jahr 1925 überschrieb er mit den Worten: „kleine, reizende Vasen, darunter Meisterwerke“. Eine besondere Vorliebe für den Künstler entwickelte die russische Archäologin Anna A. Peredolskaja. Sie widmete ihm als erste Forscherin 1927 ihre Aufmerksamkeit und rechnete ihn zu den „Kleinmeistern“. Weniger positiv sah ihn Walter Hahland, der den Stil des Schuwalow-Malers als „spröd, eckig und dürr“ bezeichnete. Immerhin die Kanne mit der Liebesszene, die Ernst Buschor 1932 als „die herrlichste Schöpfung des Meisters...“ bezeichnete fand er künstlerisch herausragend. Buschor schätze die Vasen des Schuwalow-Malers 1940 als zu den besten kleinformatigen Schöpfungen seiner Zeit gehörig.
Erst gegen Ende der 1950er Jahre wendete man sich in der archäologischen Forschung vermehrt dem Schuwalow-Maler zu. Dank neuer Funde, die man zwar schon in den 1920er und 1930er Jahren in den Nekropolen von Valle Trebba bei Spina machte, aber erst nach dem Krieg vermehrt auszuwerten begann, fand man einen besseren Zugang zum Werk des Künstlers. nun war es möglich die Zeit zwischen 460 und 420 v. Chr. besser zu erfassen. Apolo Enrico Arias widmete sich in den 1960er Jahren mehrfach ausführlich den Werken des Künstlers aus Spina und 1973 stellte Luciano Massei alle Werke des Malers aus Spina vor. Seit den 1970er Jahren widmeten sich Forscher vermehrt den Kleinmeistern der Parthenon-Zeit. Die Forschungen zum Schuwalow-Maler gipfelten in der Dissertation von Adrienne Lezzi-Hafter, die sich in zwei Bänden ausschließlich mit dem Schuwalow-Maler und seinem Kreis beschäftigte.